# Социал-либеральный союз
Социал-либеральный союз (рум. Uniunea Social Liberală, USL) — политический альянс, сформированный 5 февраля 2011 года тремя партиями Румынии: Социал-демократической партией, Национальной либеральной партией и Консервативной партией. Коалиция выиграла региональные выборы 10 июня 2012 года, а затем и парламентские выборы 9 декабря 2012.
Вместе Национал-либеральная партия и Консервативная партия сформировали Правоцентристский альянс, который де-факто распался в ноябре 2013 года. В августе — сентябре 2012 года, Социал-демократическая партия и Национальный союз за прогресс Румынии сформировали Левоцентристский альянс.
Правоцентристская Национал-либеральная партия вышла из альянса и присоединилась к оппозиции 25 февраля 2014 года.